# Koninginnebrug (Sneek)
De Koninginnebrug is een draaibrug in de stad Sneek.
De brug bestaat uit een draaiend wegdek en een doorvaartopening. De armen van het draaiplatform zijn ongelijk. De brug wordt zelden geopend en wordt nog altijd met de hand bediend. De brug maakt deel uit van de route van de Elfstedentocht.
De brug draagt de naam Koninginnebrug als herinnering aan de inhuldiging van koningin Wilhelmina in 1898. Op de plaats van de huidige brug, die in 1985 is geopend, stond eerder al een brug met dezelfde naam uit 1885.
Dúvelsrak · Geeuwbruggen · Harinxmabrug · Jousterpijp · Koninginnebrug · Krúsrak · Laatste Stuiverbrug · Oppenhuizerbrug · Wonderbrug · Woudvaartbrug